# Bernhard Knipperdolling
Bernhard o Bernd Knipperdolling, talora riportato anche come Knipperdollinck o Knypperdollynck (Münster, 1495 circa – Münster, 22 gennaio 1536), fu uno dei capi del movimento anabattista a Münster, città di cui divenne borgomastro dal 23 febbraio 1534, nel periodo del Regno Anabattista di Giovanni di Leida.
Proveniente da un'abbiente famiglia anabattista di Münster, Knipperdolling faceva parte di un'ala intransigente del movimento. Fu nominato da Giovanni di Leida boia della città, e - dopo l'autoproclamazione a re di questi - fu messo a capo dell'amministrazione cittadina.
Dopo che le truppe di Francesco di Waldeck riuscirono ad espugnare la città nel giugno del 1535, Knipperdolling fu arrestato, per essere poi condannato a morte assieme allo stesso Giovanni di Leida ed a Bernd Krechting il 6 gennaio 1536. Il 22 gennaio i tre furono torturati con pinze incandescenti prima di essere finiti con un pugnale. I cadaveri furono poi appesi in gabbie sul campanile
del duomo di San Lamberto. Ancora oggi le tre gabbie si trovano sopra l'ingresso sud della chiesa.